# لیف یوانسون (تنیس‌باز)
 لیف یوانسون (انگلیسی: Leif Johansson؛ زاده ۱۹۵۲) یک تنیس‌باز اهل سوئد است.